# 群書治要
『群書治要』（ぐんしょちよう）は、唐の太宗が、魏徴らに命じて、さまざまな古典籍から政治に関わる重要な言葉を精選し、編纂させた書籍。全50巻からなるが、現代に伝わる本は巻4、13、20を欠く。巻1‐10に経書12種、巻11-30に史書6種、巻31‐50に子書48種からの抜粋が収録されている。

## 伝来

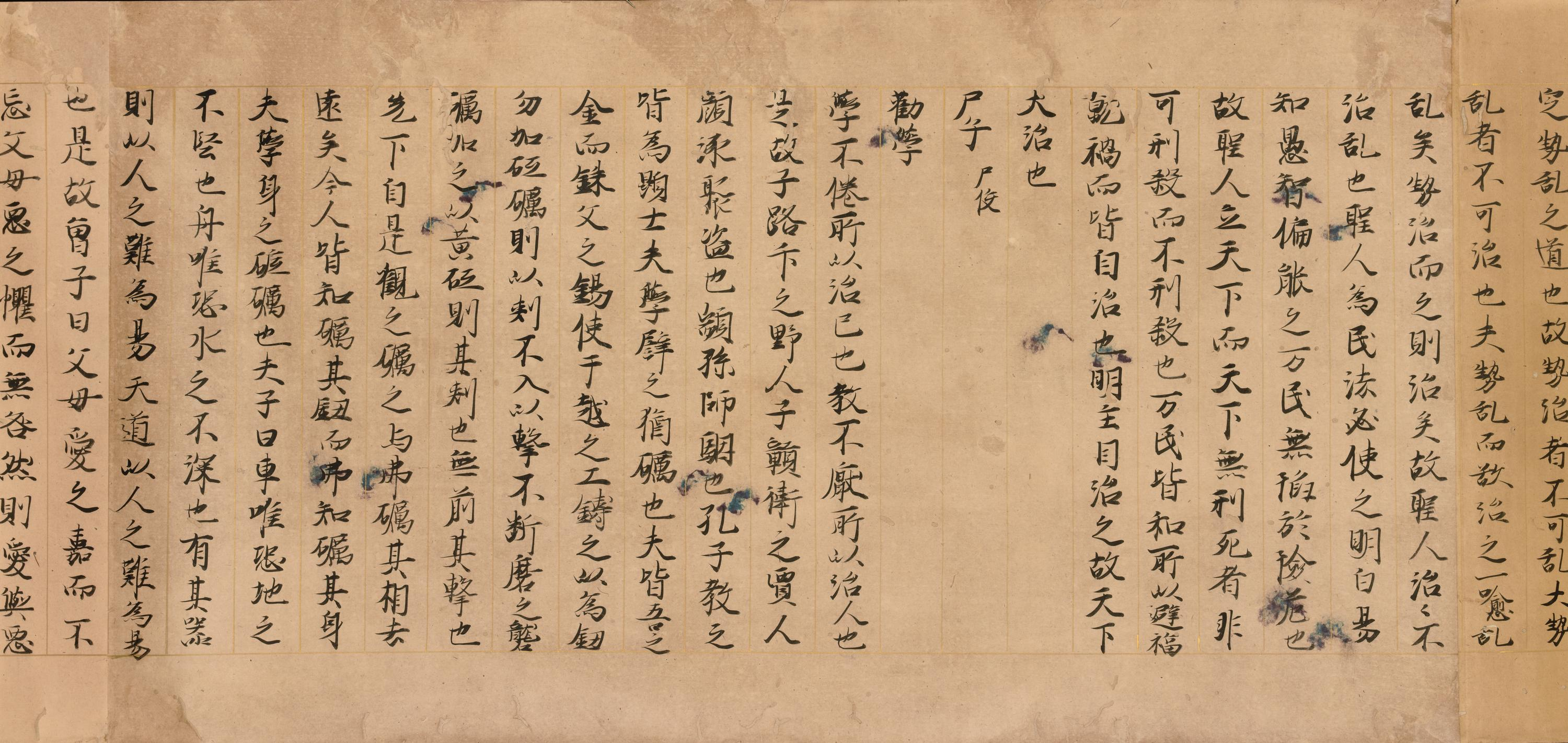
『群書治要』の鎌倉時代の写本。東京国立博物館所蔵。

本書は中国では失われ、日本に伝来して現在まで伝えられた（佚存書）。もともと金沢文庫に鎌倉時代の写本（巻4、13、20を欠く）が伝えられ、元和2年（1616年）に徳川家康の命で銅活字によって刊行された。こののち、天明7年（1787年）に尾張藩が元和版に校訂を加えて刊行した。そして、天明版を寛政三年に補刻したもの（寛政修訂版）が、清に逆輸入されることとなった。これを阮元が入手し、嘉慶帝に進上した。

### 資料的価値
本書は唐代初期に編纂されたため、唐代以前のさまざまな書籍のテキストの姿が多く保存されており、諸書の輯佚や校訂において重要な役割を果たした。現存しない書籍を多数収録していることを阮元は高く評価し、明らかに唐初の書物であると判断している。
1798年には阮元が『曾子』の校訂のために、1806年には孫星衍が『尸子』の輯佚のために利用した。王念孫・王引之もよく本書を利用する。ただ、清代の学者は天明版を利用しているため、天明版で改められた字に従っている場合がある。

## 近年の研究
1990年代に日本の皇室関係者経由で写本を手に入れた習仲勲が研究を命じて『群書治要考訳』が刊行されている。

## テキスト
- 金沢文庫本
『群書治要』汲古書院〈古典研究会叢書 漢籍之部 9-15〉、1989-1991。（全7冊）
- 『連筠簃叢書』本 - 清・道光年間、楊尚文編。
- 『四部叢刊』本 - 1922年。（天明七年刊尾張本の影印）

## 関連文献
- 是沢恭三「群書治要について」（『東京国立博物館研究誌』110、1960年）
- 尾崎康「群書治要とその現存本」『斯道文庫論集』第25巻、慶應義塾大学、121-210頁、1991年3月31日。 NAID 110000980612。
- 尾崎康「群書治要解題」『群書治要』汲古書院、1991年。
- 大渕貴之「唐創業期の「類書」概念 : 『芸文類聚』と『群書治要』を手がかりとして」『中国文学論集』第35巻、九州大学中国文学会、2006年。doi:10.15017/9576。